# Liga Española de Lacrosse 2015
La Liga Española de Lacrosse 2015 fue la 5ª edición de la competición, siendo esta la máxima categoría de este deporte en España. El torneo es organizado por la Asociación Española de Lacrosse. 
En esta edición compitieron dos equipos relativamente nuevos, el Bilbao Black Crows (actualmente conocido como Bizkaia Black Crows) y el ANV Cuervos de Fuenlabrada. Ambos se enfrentaron durante la temporada a los veteranos del LAcrosse español: Madrid Osos y UH Gijón.

## Sistema de competición
Debido a los pocos equipos capacitados para jugar en Primera División, el sistema de competición es una liga regular a dos vueltas (partidos de ida y vuelta) de 4 equipos.
Adicionalmente, debido a la condición de que se puedan dar casos de partidos cancelados por imposibilidad de alguno de los equipos participantes de acudir al lugar del encuentro. Se restan 4 puntos al equipo que falte al encuentro y se sumarán 4 al que sí acuda, siendo resultado de que el que acude se da por ganador del encuentro. 
Tras finalizar las seis jornadas, el equipo con mayor número de puntos se proclamará campeón de la liga.

### Sistema de puntuación
- Cada victoria suma 4 puntos.
- Cada empate suma 2 puntos.
- Cada derrota suma 0 puntos.

## Equipos
| Equipo                                              | Ciudad | Estadio | Entrenador | Mapa                                                      |
| --------------------------------------------------- | ------ | ------- | ---------- | --------------------------------------------------------- |
| Bilbao Black Crows                                  | Bilbao | ?       | ?          | \| Bilbao Black Crows Madrid Osos ANV Cuervos UH Gijón \| |
| ANV Cuervos                                         | Madrid | ?       | ?          | \| Bilbao Black Crows Madrid Osos ANV Cuervos UH Gijón \| |
| Madrid Osos                                         | Madrid | ?       | ?          | \| Bilbao Black Crows Madrid Osos ANV Cuervos UH Gijón \| |
| UH Gijón                                            | Gijón  | ?       | ?          | \| Bilbao Black Crows Madrid Osos ANV Cuervos UH Gijón \| |
| Bilbao Black Crows Madrid Osos ANV Cuervos UH Gijón |        |         |            |                                                           |

## Clasificación
Actualizado a últimos partidos disputados el 14 de junio de 2015 (6.ª Jornada)
|  |    | Equipos            |  | PJ | PG | PE | PP | PF | PC | Dif | Pts |
|  | -- | ------------------ |  | -- | -- | -- | -- | -- | -- | --- | --- |
|  | 1. | Madrid Osos        |  | 6  | 6  | 0  | 0  | 0  | 0  | 0   | 24  |
|  | 2. | Bilbao Black Crows |  | 6  | 0  | 0  | 0  | 0  | 0  | 0   | 0   |
|  | 3. | UH Gijón           |  | 6  | 0  | 0  | 0  | 0  | 0  | 0   | 0   |
|  | 4. | ANV Cuervos        |  | 6  | 0  | 0  | 0  | 0  | 0  | 0   | 0   |

## Resultados

### Ida
1.ª jornada
| 3 de febrero de 2015 | UH Gijón | 9 - 2 | Bilbao Black Crows | ? ?,                            |  |
|                      |          |       |                    | Asistencia: ?? ??? espectadores |  |

| 3 de febrero de 2015 | ANV Cuervos | 0 - 17 | Madrid Osos | ? ?, Madrid                     |  |
|                      |             |        |             | Asistencia: ?? ??? espectadores |  |

2.ª jornada
| 11 de abril de 2015 | Bilbao Black Crows | vs. | ANV Cuervos | ? ?,                            |  |
|                     |                    |     |             | Asistencia: ?? ??? espectadores |  |

| 12 de abril de 2015; 15:30 | Madrid Osos | 18 - 2 | UH Gijón | ? ?, Madrid                     |  |
|                            |             |        |          | Asistencia: ?? ??? espectadores |  |

3.ª jornada
| 2 de mayo de 2015 | UH Gijón | vs. | ANV Cuervos | ? ?, Gijón                      |  |
|                   |          |     |             | Asistencia: ?? ??? espectadores |  |

| 3 de mayo de 2015 | Bilbao Black Crows | 2 - 13 | Madrid Osos | Estadio de rugby municipal, Bilbao |  |
|                   |                    |        |             | Asistencia: ?? ??? espectadores    |  |

### Vuelta
4.ª jornada
| 16 de mayo de 2015 | Madrid Osos | vs. | ANV Cuervos | ? ?, Madrid                     |  |
|                    |             |     |             | Asistencia: ?? ??? espectadores |  |

| 17 de mayo de 2015 | Bilbao Black Crows | 4 - 6 | UH Gijón | Campo Federico Valbuena, Gallarta (Vizcaya) |  |
|                    |                    |       |          | Asistencia: ?? ??? espectadores             |  |

5.ª jornada
| 30 de mayo de 2015 | ANV Cuervos | vs. | Bilbao Black Crows | ? ?, Fuenlabrada                |  |
|                    |             |     |                    | Asistencia: ?? ??? espectadores |  |

| 31 de mayo de 2015 | UH Gijón | vs. | Madrid Osos | ? ?, Gijón                      |  |
|                    |          |     |             | Asistencia: ?? ??? espectadores |  |

6.ª jornada
| 13 de junio de 2015 | ANV Cuervos | vs. | UH Gijón | ? ?, Fuenlabrada                |  |
|                     |             |     |          | Asistencia: ?? ??? espectadores |  |

| 14 de junio de 2015 | Madrid Osos | 14 - 4 | Bilbao Black Crows | ? ?, Madrid                     |  |
|                     |             |        |                    | Asistencia: ?? ??? espectadores |  |